# Viktor Kratasiuk
Viktor Ivanovitj Kratasiuk (ryska: Виктор Иванович Кратасюк), född den 30 januari 1949 i Poti, Georgiska SSR (nu Georgien), död 18 mars 2003 i Poti, var en sovjetisk kanotist.
Han tog OS-guld i K-2 1000 meter i samband med de olympiska kanottävlingarna 1972 i München.